# Castillon-en-Auge
 Castillon-en-Auge  es una población y comuna francesa, situada en la región de Baja Normandía, departamento de Calvados, en el distrito de Lisieux y cantón de Mézidon-Canon.

## Demografía
| 155 | 119 | 120 | 101 | 101 | 130 |
| Para los censos de 1962 a 1999 la población legal corresponde a la población sin duplicidades (Fuente: INSEE [Consultar]) |     |     |     |     |     |